# 朱士焕
朱士焕（1913年—2011年9月1日），男，四川通江人，中华人民共和国军事人物，中国人民解放军少将，第五届全国人大代表。